# 1806 w polityce

Flaga Świętego Cesarstwa Rzymskiego Narodu Niemieckiego

Wydarzenia polityczne w 1806 roku.

## Wydarzenia
- 10 stycznia – wojna III koalicji: kapitulacja Kapsztadu[1].
- 18 stycznia - wojna III koalicji: Gubernator Kraju Przylądkowego gen. Jan Willem Janssens podpisuje akt kapitulacji wszystkich sił holenderskich w Kraju Przylądkowym. Brytyjczycy przejmują kontrolę nad Południową Afryką na okres ponad 100 lat[2].
- 27 czerwca – interwencja brytyjska w Południowej Ameryce: kapitulacja Buenos Aires, zajętego przez oddziały brytyjskiego generała Williama Beresforda, podpisana przez hiszpańskiego generała Jose de la Quintana[3].
- 12 lipca Po tym, jak 16 państw niemieckich utworzyło Związek Reński i uznało cesarza Napoleona za jego protektora, ich siły zbrojne zostały oddane do jego dyspozycji[4].
- 11 sierpnia – interwencja brytyjska w Południowej Ameryce: bitwa o Buenos Aires - Hiszpanie i Kreole dowodzeni przez komendanta Santiago de Liniersa pokonują brytyjski korpus ekspedycyjny[5].
- 12 sierpnia – interwencja brytyjska w Południowej Ameryce: kapitulacja brytyjskiego garnizonu Buenos Aires podpisana przez gen. Beresforda przewiduje natychmiastowe opuszczenie La Platy przez brytyjską eskadrę kmdr. Home’a Riggsa Pophama[6].
- 14 sierpnia – proces dekolonizacyjny Ameryki Południowej: cabildo abierto obywateli Buenos Aires odbiera władzę nad miastem wicekrólowi markizowi Sombremonte, powierzając ją gen. Santiago de Liniersowi i audiencji królewskiej[7].
- Zakończenie Świętego Cesarstwa Rzymskiego (Cesarstwo Rzymskie Narodu Niemieckiego[8]).
- 14 października Francuzi zwyciężają pod Jeną i Auerstadt, po czym zajmują Prusy[4].

## Urodzili się
- Aleksander Karadziordziewić, książę Serbii[9].
- 31 marca John Hale, amerykański polityk i dyplomata[10].
- 25 kwietnia Wilhelm, książę Brunszwiku[11].

## Zmarli
- 21 stycznia Maria Antonietta Sycylijska, księżna Asturii[12].
- 10 listopada João Carlos de Bragança, książę de Lafões[13].